# Periorbitalni hematom
Periorbitalni hematom ili plavo oko je izliv krvi u meka tkiva oko očne duplje praćen karakterističnom plavičastom diskoloracijom kože. Nastaje uglavnom usled direktnog udarca (loptom, pesnicom) u predelu mekih tkiva oko oka. Zbog bogatstva ovog predela krvnim sudovima, javlja se unutrašnje krvarenje, nakon koga se krv i druge tečnosti sakupljaju u prostoru oko oka, uzrokujući otok i tamnu modricu u tkivu. 
Najčešće se radi o blagoj sportskoj povredi koja spontano prolazi nakon nekolika dana i ne zahteva posebno lečenje. Međutim u određenim slučajevima neophodna je precizna dijagnostika, jer hematom može biti praćena prelomom jagodične kosti i oštećenjem oka. Plavo oko može biti znak ozbiljnije povrede, kao što je hifema (krvarenje u očima) ili znak ozbiljnije povrede lica ili očiju ili može nastati zbog povećanog pritiska unutar očne jabučice (nazvana oksalna hipertenzija), što dovodi do oštećenja očiju i vida ako se ne leči pravovremeno. Ako su oba oka plava nakon povrede glave, to bi moglo ukazivati na prelom lobanje ili neku drugu ozbiljniju povredu.

## Etiologija
Hematom oka najčešće uzrokuje tupa sila koja dejstvuje na predeo oko očiju i/ili nosa. Može biti lokalizovan na jednom ili oba oka, a veličina podliva može biti u zavisnosti od toga kako je i gde je naneta. Ako je udarac u predelu nosa hematom se može javiti na oba oka; otok je posledica nakupljanja tečnosti u slobodnoj koži ispod očiju. 
Takođe i druge vrste povreda glave mogu izazvati periorbitalni hematom, uključujući tu i prelome lobanje.
Hirurgija lica, nakon operativnog zahvata, takođe može uzrokovati periorbitalni hematom i otečene oči, uključujući i predeo lice. U otorinolaringologiji   operacija nosa ili u maksilofacijalnoj hirurgiji operaciju na vilici, takođe može uzrokovati periorbitalni hematom i otečene oči. 
Drugi uslovi, kao što su alergijske reakcije i infekcije, mogu dovesti do oticanja oko očiju, ali ne i modrice u obliku periorbitalnog hematoma.

## Klinička slika
Nakon povrede oka, važno je razlikovati simptome periorbitalnog hematoma  i one koji mogu ukazivati na ozbiljnije povrede glave.
Simptomi i znaci periorbitalnog hematoma oka mogu uključivati:
- bol oku/očima
- otok oko očiju, koji može biti blag u početku, a zatim se kasnije povećava. Oticanje može otežati otvaranje oka
- promena boje kože (kao modrica) oko očiju. Koža oko očiju može biti prvobitno crvena, a zatim postaje tamnija, napredujući do ljubičaste, žute, zelene ili crne boje
- zamagljen vid.[3]

## Diferencijalna dijagnoza
Znaci ozbiljnije povrede glave koje treba imati diferencijalno dijagnostički u vidu su:
- dvostruki vid,
- gubitak vida,
- krv na površini obrva,
- nemogućnost pomicanja oko,
- teška ili neizdržljiva glavobolja,
- nesvestica / gubitak svesti,
- krv ili tečnost koja curu iz ušiju ili nosa.[3]

Ove znake i simptome treba dobro diferencijalnodijagnostički istražiti jer zahtevaju veću medicinsku pažnju.

## Dijagnoza
Generalno,dijagnoza se može postaviti na osnovu anamneze povrede i jednostavnog fizičkog pregleda. Tokom pregleda obavezna je provera vidnih funkcija i provera kretanja oka u svim pravcima. Doktor će u narednom pregledu uz pomoć oftalmoskopa procijeniti da li je zenica normalne širine i kroz nju pogledati unutar oka kako bi isključio bilo kakve probleme.
Obavezan je i pregledati kostiju lica i kostiju oko orbite. Ako postoji sumnja na prelom razbijete kostiju ili da postoji nešto u očima, možda će biti potreban rendgen ili CT skeniranje.

## Terapija
Tipični hematom oka koji ne uključuje ozbiljnije simptome obično se tretira prvom pomoći kod svoje kuće. Da bi se smanjio oteklina i olakšao bol prvi dan, koriste se pakovanje leda koje može da se primeni u trajanju od 15-20 minuta, jednom na sat. Ako pakovanje za led nije dostupno, može se koristiti vreća zamrznutog povrća ili kocke leda obmotane u tkaninu (kako bi se izbeglo zamrzavanje kože). Uprkos onome što ste videli u filmovima ili na televiziji, nikad ne smete stavljati sirov biftek ili drugo sirovo meso na povređeno oko. Bakterije na sirovom mesu predstavljaju visok rizik od infekcije, a ovaj način lečenja nema naučnu osnovu.
Konačno, ako se utvrdi da je oko oštećeno ono mora da bude dobro zaštićeno od dalje povreda. Do potpune sanacije hematoma treba izbegavati sportske i druge slične aktivnosti u kojima se oči mogu ponovo udariti pre ozdravljenja.
Ako se bol ili otok ne poboljšaju nakon nekoliko dana, ili ako se promene vida ili drugi probleme, odmah se treba javiti oftalmologu.

## Spoljašnje veze
|  | Molimo Vas, obratite pažnju na važno upozorenje u vezi sa temama iz oblasti medicine (zdravlja). |